# Bernd Bölscher
Bernhard „Bernd“ Bölscher (* 12. Februar 1947) ist ein deutscher Sachbuchautor im Bereich Umwelt- und Naturschutz und Militärhistoriker.

## Leben
Bölscher absolvierte nach dem Abitur die Offiziersausbildung bei der Bundeswehr und ein naturwissenschaftliches Studium. In Hannover war er bei der Niedersächsischen Fachbehörde für Naturschutz tätig. Nach seiner Promotion 1988 an der Technischen Universität Braunschweig war er beim Landesverband Niedersachsen des Bundes für Umwelt und Naturschutz Deutschland (BUND), ebenfalls in Hannover, tätig, gefolgt von einer Forschungs- und Lehrtätigkeit am Zoologischen Institut der TU Braunschweig. Danach wechselte er in den Schuldienst und war als Lehrer an einer Gesamtschule tätig. Seit 2013 ist er im Ruhestand.
Bölscher lebt in Braunschweig und veröffentlichte im Ruhestand zwei militärhistorische Dokumentationen. Bereits bei Erstellung seines 2014 veröffentlichten Kompendiums An den Ufern der Oder stieß er sich der Verwendungskartei der Marineoffiziere mit über 1.270 Personalangaben, die auch den Kern seiner zweiten 2015 veröffentlichten militärgeschichtlichen Publikation Hitlers Marine im Landkriegseinsatz bildete. Beide Bücher wurden von Eberhard Hemmen vom Deutschen Maritimen Kompetenz Netz (DKMN) in der Zeitschrift MarineForum besprochen, das erste in der Ausgabe 12/2014, das zweite in der Ausgabe 6/2016. Hitlers Marine im Landkriegseinsatz wurde auch von Dieter Hartwig in der Militärgeschichtlichen Zeitschrift im November 2016 rezensiert. Hartwig bemängelt insbesondere das Fehlen einer zusammenhängenden wissenschaftlichen Gesamtdarstellung.

## Publikationen (Auswahl)
- mit Bernd Hoffmann und Richard Podloucky: Welches Tier ist das? Arbeitshilfe für die Durchführung des Washingtoner Artenschutzübereinkommens. Niedersächsisches Landesverwaltungsamt, Fachbehörde für Naturschutz, Hannover 1985, 82. S.
- Untersuchungen zur Dispersion und Habitatwahl der Vogelarten nordwestdeutscher Hochmoor- und Grünlandbiotope – Versuch einer Biotopbewertung. Diss. an der Technischen Universität Braunschweig, 1988, 289 S.
- Angeklagt. Der Staat! 20 Jahre Gemeinschaftsaufgabe „Verbesserung der Agrarstruktur und des Küstenschutzes“. 10 Jahre Berücksichtigung von Natur- und Umweltschutz. Eine kritische Bilanz. Hrsg. vom Bund für Umwelt und Naturschutz Deutschland (BUND), Landesverband Niedersachsen e. V., Hannover 1989 [1. Aufl.], 38 S.
- Ökologische Probleme der Grünlandnutzung. Bund für Umwelt und Naturschutz Deutschland, Landesverband Niedersachsen e. V., Hannover 1991 [2. Aufl.], 77 S.
- Natur-Erlebnispfad „Reitling“. Hrsg. vom Freilicht- und Erlebnismuseum Ostfalen. Königslutter 1998, 31 S. ISBN 3-933380-02-2
- Geologie-Natur-Erlebnispfad „Heeseberg“. Hrsg. vom Freilicht- und Erlebnismuseum Ostfalen. Königslutter 2000, 39 S. ISBN 3-933380-04-9
- Geologie-Natur-Erlebnispfad „Velpker Schweiz“. Hrsg. vom Freilicht- und Erlebnismuseum Ostfalen. Königslutter 2001, 27 S. ISBN 3-933380-08-1
- An den Ufern der Oder. Genesis eines Kriegsendes. Die 1. Marine-Infanterie-Division und das letzte Aufgebot des Großadmirals Dönitz am Ende des Zweiten Weltkriegs. Books on Demand, Norderstedt 2014 [1. Aufl.], 380 S. ISBN 978-3-7357-4146-2
- Hitlers Marine im Landkriegseinsatz. Eine Dokumentation. Books on Demand, Norderstedt 2015, 420 S. ISBN 978-3-7386-3509-6